# Ukyō-ku
Ukyō-ku (右京区?) è uno degli 11 quartieri della città di Kyoto, in Giappone.